# NSB Di 2 sorozat
Az NSB Di 2 sorozat egy norvég C tengelyelrendezésű dízelmozdony-sorozat. Az NSB üzemelteti. Összesen 52 darab készült belőle 1954 és 1973 között.

## Skd 225 236
1997-ben a 854-es pályaszámú mozdonyt Hollandiában 720 lóerős (530 kW) Caterpillar-motorral szerelték fel. A remotorizáció során a vezetőfülkét is modernizálták. A mozdonyt, amelyet később a CargoNet használt, az Skd 225 sorozatba osztották, 236-os pályaszámmal. A mozdonyt 2012 decemberében selejtezték.